# Juno Award/Jazz Album of the Year – Solo
Der Juno Award für das Jazz Album of the Year – Solo wird seit 2015 verliehen, Er richtet sich an kanadische Einzelkünstler, die man dem Jazz zuzuordnen kann. Zeitgleich wurde der Juno Award für das Jazz Album of the Year – Group für Musikgruppen eingeführt.

## Übersicht
| Jahr | Künstler            | Album                | Nominierungen | Ref.  |
| ---- | ------------------- | -------------------- | --- | ----- |
| 2015 | Kirk MacDonald      | Vista Obscura        | - Jim Head, Zoetrope - Lenny Breau, LA Bootleg 1984 - Marianne Trudel, La vie commence ici - Owen Howard, Drum Lore Vol. 2 – More Lore                 |       |
| 2016 | Robi Botos          | Movin' Forward       | - Al Muirhead, It's About Time - Curtis Nowosad, Dialectics - Rich Brown, Abend - Tara Davidson, Duets                                                 |       |
| 2017 | Renee Rosnes        | Written in the Rocks | - Shirantha Beddage, Momentum - Seamus Blake, Superconductor - Brandi Disterheft, Blue Canvas - Mike Janzen, Nudging Forever                           |       |
| 2018 | Mike Downes         | Root Structure       | - Brad Cheeseman, The Tide Turns - Chet Doxas, Rich in Symbols - Hilario Durán, Contumbao - Ralph Bowen, Ralph Bowen                                   |       |
| 2019 | Robi Botos          | Old Soul             | - Alexis Baro, Sandstorm - Larnell Lewis, In the Moment - Renee Rosnes, Beloved of the Sky - Alison Young, So Here We Are                              | [ 2 ] |
| 2020 | Jacques Kuba Séguin | Migrations           | - The Mark Kelso Jazz Project, The Chronicles of Fezziwig - Joel Miller, Unstoppable - Ted Quinlan, Absolutely Dreaming - John Stetch, Black Sea Suite | [ 3 ] |
| 2021 | Jocelyn Gould       | Elegant Traveler     | - Elmer Ferrer, Básico, No Básico y Dirigido - Junior Santos, Conpambiche - Rachel Therrien, Vena - Andrés Vial, Gang of                               |       |
| 2022 | Will Bonness        | Change of Plans      | - Andrés Vial, When Is Ancient? - Efajemue, Aesthetics - Jesse Ryan, Bridges - Jon Gordon, Stranger Than Fiction                                       |       |
| 2023 | Renee Rosnes        | Kinds of Love        | - Ernesto Cervini, Joy - Luis Deniz, El Tinajon - Lauren Falls, A Little Louder Now - Rafael Zaldivar, Rumba                                           |       |